# Spécificités de la constitution de Sparte
La Constitution spartiate, ou politie, fait référence au gouvernement et aux lois de la cité-état dorienne de Sparte depuis l'époque de Lycurgue, le légendaire législateur, qui vécut au IXe siècle av. J.-C. environ, jusqu'à la fusion de Sparte dans la République romaine au  IIe siècle av. J.-C. Chaque cité-état de Grèce avait une politie à tout moment de sa vie souveraine, y compris la Sparte achéenne précédente et la Sparte romaine ultérieure. La politie de la Sparte dorienne cependant, a été notée par de nombreux auteurs classiques pour ses caractéristiques uniques, qui soutenaient un système social en couches rigides et une armée forte.

## L'acte de fondation

### Grande Rhêtra
Selon Plutarque, Lycurgue (à qui est attribué l'établissement des réformes rigoureuses pour lesquelles Sparte est devenue célèbre, aux environs du IXe siècle av. J.-C. a d'abord sollicité le conseil du dieu Apollon en obtenant un oracle de la Pythie de Delphes concernant la formation de son gouvernement. La déclaration divine qu'il a reçue de cette manière est connue sous le nom de « rhêtra » et est donnée en partie par Plutarque comme suit :
Quand tu as construit un temple pour Zeus Syllabus et Athena Syllania, divisé le peuple en « tribus » et en « obai », et établi un sénat de trente membres, y compris le « archagetai », puis de temps en temps « appelazein » entre Babyca et Cnacion, et y introduire et annuler des mesures ; mais le peuple doit avoir la voix décisive et le pouvoir.
Plutarque fournit à titre d'explication : « Dans ces clauses, le « phylai » et le « obai » se réfèrent aux divisions et aux distributions du peuple en clans et phratries, ou confréries ; par « archagetai », les rois sont désignés, et « appelazein » signifie rassembler le peuple, avec une référence à Apollon, le dieu pythien, qui était la source et l'auteur de la politique. Le Babyca est maintenant appelé Cheimarrus, et le Cnacion Oenus ; mais Aristote dit que Cnacion est une rivière et Babyca un pont. »
Une autre version de la rhêtra est donnée par H. Michell :
Après avoir construit un temple à Zeus Syllanius et Athene Syllania, et après avoir « phylé les phyles », (φυλάς φυλάξαντα) et « obéi aux obes »,(ὠϐάς ὠϐάξαντα), vous établirez un conseil de trente anciens, dirigeants compris.
C'est-à-dire qu'une fois que le peuple se serait divisé selon ses différentes tribus (« phyles » et « obes »), ils accueilleraient favorablement les nouvelles réformes lycurgéennes.

### Lois de Lycurgue
Les Spartiates n'avaient pas de documents historiques, de littérature ou de lois écrites, qui étaient, selon la tradition, expressément interdites par une ordonnance de Lycurgue, à l'exclusion de la Grande Rhêtra.
L'émission de pièces de monnaie était interdite. Les Spartiates étaient obligés d'utiliser des oboles de fer (barres ou broches), destinées à encourager l'autosuffisance et à décourager l'avarice et l'accumulation de richesses. Un citoyen spartiate en règle était celui qui maintenait ses talents de combattant, faisait preuve de courage au combat, s'assurait que ses fermes étaient productives, était marié et avait des enfants en bonne santé. Les femmes spartiates étaient les seules femmes grecques à détenir des droits de propriété et étaient tenues de pratiquer des sports avant le mariage. Bien qu'elles n'aient pas de droits politiques formels, elles devaient s'exprimer avec audace et leurs opinions étaient entendues.

## Structure de la société spartiate et du gouvernement
La société spartiate peut être représentée par une pyramide à trois niveaux dirigée par le gouvernement.

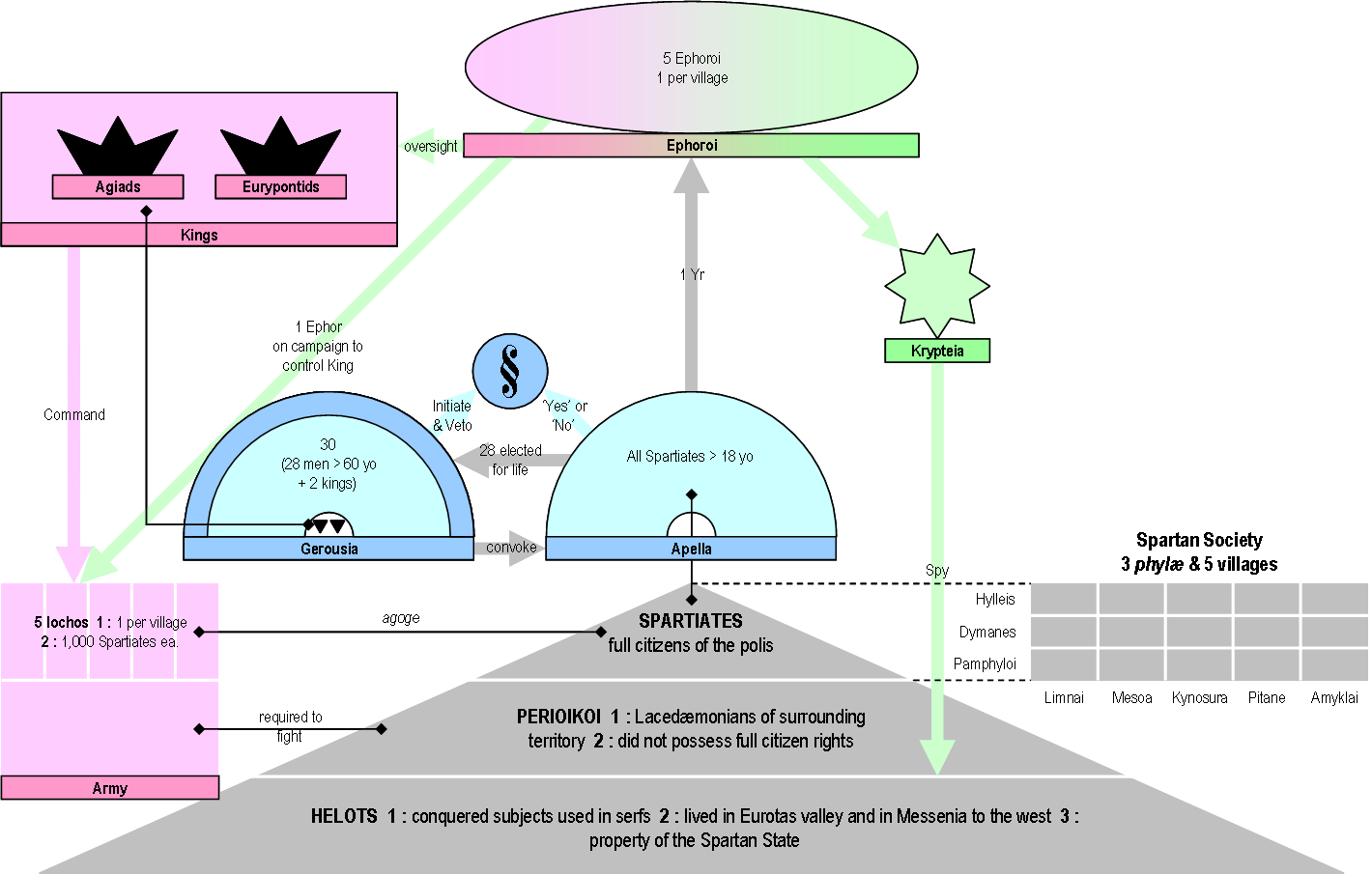
La structure de la société spartiate, au début

### Société

#### Spartiates
Tous les habitants de l'État spartiate n'étaient pas considérés comme des citoyens (faisant partie des démos). Seuls ceux qui avaient suivi avec succès une formation militaire, appelée agoge, étaient éligibles. Habituellement, les seules personnes éligibles pour recevoir l'agoge étaient les Spartiates, des hommes qui pouvaient retracer leur ascendance jusqu'aux premiers habitants de la ville - bien qu'il y ait eu deux exceptions. Les Trophimoi (« fils adoptifs ») étaient des adolescents étrangers invités à étudier. C'était un honneur suprême. Le magnat athénien pro-spartiate Xénophon a envoyé ses deux fils à Sparte pour leur éducation en tant que trophimoi. Alcibiade, étant un Alcméonide et donc un membre d'une famille avec des liens anciens et forts avec Sparte, a été admis comme trophimoi et a excellé dans l'agoge (il aurait séduit l'une des deux reines grâce à son charme légendaire). L'autre exception était que les fils d'hélotes pouvaient être enrôlés comme syntrophoi (camarades, littéralement « ceux qui étaient nourris ou élevés ensemble ») si un Spartiate l'adoptait formellement et payait sa part. Lorsqu'un syntrophoi réussissait exceptionnellement bien à l'entraînement, il pourrait être parrainé pour devenir lui-même un Spartiate. Un Spartiate de naissance libre qui avait réussi l'agoge est devenu un « pair » (ὅμοιος, hómoios, littéralement « similaire ») avec tous les droits civils à l'âge de 30 ans, et le restait tant qu'il pouvait apporter sa part égale de céréales au mets militaire commun (syssitie) dans lequel il était obligé de dîner tous les soirs aussi longtemps qu'il était digne de combat (généralement jusqu'à l'âge de 60 ans). Cela signifiait que chaque pair prenait soin de ses biens et de son patrimoine. Ces hómoioi devaient également dormir dans la caserne jusqu'à l'âge de 30 ans, qu'ils soient mariés ou non.

#### Périèques
D'autres personnes dans l'État étaient les Périèques ou Períoikoi, une classe sociale et un groupe de population d'habitants non citoyens. Les Périèques étaient libres, contrairement aux Hilotes, mais n'étaient pas des citoyens spartiates à part entière. Ils avaient un rôle central dans l'économie spartiate, contrôlant le commerce et les affaires, en plus d'être responsables de l'artisanat et de la fabrication.

#### Hilotes
Les Hilotes étaient les serfs appartenant à l'État qui représentaient 90% de la population. Ils étaient citoyens d'États vaincus, comme la Messénie, qui ont été conquis pour leurs terres fertiles pendant la première guerre messénienne.

### Gouvernement
L'État dorique de Sparte, copiant les crétois doriques, institua un État gouvernemental mixte : il était organisé en différents éléments de systèmes monarchiques, oligarchiques et démocratiques. Isocrate se réfère aux Spartiates comme « soumis à une oligarchie à la maison et à une royauté en campagne » (iii. 24).

#### Double royauté
L'État était gouverné par deux rois héréditaires des familles Agiade et Eurypontide, tous deux descendants d'Héraclès et égaux en autorité, de sorte que l'on ne pouvait pas agir contre le pouvoir et les actes politiques de son collègue, bien que le roi Agiad ait reçu un plus grand honneur en vertu de l'ancienneté de sa famille pour être le « plus ancien existant » (Herod. vi. 5).
Il existe plusieurs explications légendaires à cette double royauté inhabituelle, qui ne diffèrent que légèrement ; par exemple, le roi Aristodème avait des fils jumeaux, qui ont accepté de partager la royauté, et cela est devenu perpétuel. Les chercheurs modernes ont avancé diverses théories pour expliquer l'anomalie. Certains théorisent que ce système a été créé pour empêcher l'absolutisme et est mis en parallèle par l'exemple analogue des doubles consuls de Rome. D'autres estiment que cela indique un compromis conclu pour mettre fin à la lutte entre deux familles ou communautés. D'autres théories suggèrent qu'il s'agissait d'un arrangement qui a été conclu lorsqu'une communauté de villages s'est unie pour former la ville de Sparte. Par la suite, les deux chefs des plus grands villages sont devenus rois. Une autre théorie suggère que les deux maisons royales représentent respectivement les conquérants spartiates et leurs prédécesseurs achéens : ceux qui ont ce dernier point de vue font appel aux paroles attribuées par Hérodote (v. 72) à Cléomène Ier : « Je ne suis pas Dorien, mais un Achéen ». Bien que cela s'explique généralement par la descente (tout aussi légendaire) d'Aristodème d'Héraclès. On ne sait pas non plus quand cette double royauté fut mise en place. Il est possible qu'elle ait été introduite par la Grande Rhétra de Lycurgue. Quoi qu'il en soit, la royauté à Sparte était héréditaire et donc chaque roi que Sparte avait était un descendant des familles Agiad et Eurypontid. L’accession a été donnée à l'enfant mâle qui est né après l'avènement d'un roi.
Les devoirs des rois étaient principalement religieux, judiciaires et militaires. Ils étaient les principaux prêtres de l'État et ont accompli certains sacrifices. Ils ont également maintenu la communication avec le sanctuaire de Delphes qui a toujours exercé une grande autorité dans la politique spartiate. Au temps d'Hérodote (environ 450 av. J.-C.), leurs fonctions judiciaires avaient été limitées aux affaires concernant les héritières, les adoptions et les voies publiques. Les affaires civiles étaient arbitrées par les éphores, la compétence pénale également ainsi qu'à un conseil des anciens. En 500 av. J.-C., les Spartiates étaient de plus en plus impliqués dans les affaires politiques des cités-états environnantes, mettant souvent leur poids derrière les candidats pro-spartiates. Peu avant 500 av. J.-C., comme décrit par Hérodote, une telle action a alimenté une confrontation entre Sparte et Athènes, lorsque les deux rois, Demaratus et Cléomène, ont emmené leurs troupes à Athènes. Cependant, juste avant le feu de l'action, le roi Demaratus a changé d'avis sur l'attaque contre les Athéniens et a abandonné son co-roi. Pour cette raison, Demaratus a été banni et s'est finalement retrouvé aux côtés du roi perse Xerxès pour son invasion de la Grèce vingt ans plus tard (480 av. J.-C.), après quoi les Spartiates ont promulgué une loi exigeant qu'un roi reste à Sparte tandis que l'autre commande les troupes au combat.
Aristote décrit la royauté à Sparte comme « une sorte de généralité illimitée et perpétuelle » (Pol. Iii. I285a), Ici aussi, cependant, les prérogatives royales ont été réduites avec le temps. Datant de la période des guerres perses, le roi perdit le droit de déclarer la guerre et fut accompagné sur le terrain de deux éphores. Il a été supplanté aussi par les éphores dans le contrôle de la politique étrangère. Au fil du temps, les rois sont devenus de simples figures de proue sauf en leur qualité de généraux. Le vrai pouvoir a été transféré aux éphores et à la gérousie.

#### Ephores
Les éphores, choisis par élection populaire parmi l'ensemble des citoyens, représentaient un élément démocratique de la constitution.
Après l'introduction des éphores, ils étaient, avec les deux rois, la branche exécutive de l'État. Les Ephores eux-mêmes avaient plus de pouvoir que quiconque à Sparte mais par le fait qu'ils ne restaient au pouvoir que pendant une seule année cela réduisait leur capacité à entrer en conflit avec des pouvoirs déjà établis dans l'État. Comme la réélection n'était pas possible, un éphore qui abuserait de son pouvoir ou qui affrontait un centre de pouvoir établi, en subissait des représailles. Bien que les cinq éphores aient été les seuls fonctionnaires à être régulièrement légitimés par le vote populaire, ils étaient souvent en pratique la force la plus conservatrice de la politique spartiate.

#### Gérousie
Sparte avait un décideur politique spécial, la gérousie, un conseil composé de 28 anciens de plus de 60 ans, élus à vie et faisant généralement partie des ménages royaux, et les deux rois. Des décisions politiques de haut niveau ont été discutées par ce conseil qui pouvait alors proposer des alternatives d'action au peuple.

#### Apella
Le corps collectif des citoyens spartiates sélectionnerait l'une des alternatives en votant. Contrairement à la plupart des cités grecques, l'assemblée citoyenne spartiate ne pouvait ni fixer l'ordre du jour des questions à trancher, ni en débattre, mais simplement voter sur les alternatives qui leur étaient présentées. Les ambassades ou les émissaires étrangers ne pouvaient pas non plus s'adresser à l'assemblée ; ils devaient présenter leur cas à la Gérousie, qui consulterait ensuite les Éphores. Sparte considérait tout discours de l'extérieur comme une menace potentielle et tous les autres États comme des ennemis passés, présents ou futurs, à traiter avec prudence à tout le moins, même lorsqu'ils étaient liés par des traités d'alliance.